# Winthemia roblesi
Winthemia roblesi är en tvåvingeart som beskrevs av Jose Valencia 1972. Winthemia roblesi ingår i släktet Winthemia och familjen parasitflugor.
Artens utbredningsområde är Peru. Inga underarter finns listade i Catalogue of Life.